# Little Neck Bay
Little Neck Bay est une baie située à l'ouest de Long Island à New York, au large de Long Island Sound.
Little Neck Bay forme la limite ouest de la péninsule de Great Neck, dont la limite est Manhasset Bay.
La frontière politique entre le comté de Nassau et l'arrondissement de Queens traverse la baie, bordant le quartier de Douglaston.

## Géographie
À l'entrée de la baie, sur la pointe ouest - connue sous le nom de Willets Point - se trouve Fort Totten, qui a été construit pour protéger l'entrée d'East River. Du côté est de l'entrée se trouve Elm Point. La baie mesure environ un mile de large à l'entrée et s'étend sur un peu moins de deux miles.
À l'origine, sur les côtés ouest et sud de la baie, il y avait de vastes marais salants. Saddle Rock est située sur le côté est de la baie à peu près à mi-chemin. La baie est moins profonde que la baie de Manhasset, n'ayant 3,7 m de profondeur à l'entrée, la majeure partie de la baie arrière étant inférieure à 1,8 m. Alley Pond Park (en) et Cross Island Parkway (en) se trouvent sur la rive sud et sud-ouest, et le Alley Creek se déverse dans la baie.

## Histoire
Traditionnellement, les Algonquins qui vivaient autour de Little Neck Bay à l'arrivée des Européens étaient considérés comme appartenant à une tribu connue sous le nom de Montauks. Cependant, ce point de vue a été contesté,. 
Des années 1860 aux années 1890, les petites palourdes de Little Neck Bay ont été servies dans les meilleurs restaurants de New York et de plusieurs capitales européennes. Finalement, le terme littleneck ou littleneck clam a fini par être utilisé comme catégorie de taille pour toutes les palourdes de cette espèce, quelle que soit leur origine,. Des huîtres se trouvent également dans la baie mais la baie a été fermée à la récolte en 1909 à cause de la pollution,.